# Decker Attila
Decker Attila (Budapest, 1987. augusztus 25. –) világbajnok magyar válogatott vízilabdázó, kapus. A szintén válogatott Decker Ádám testvére.

## Pályafutása
A sporthoz való kötődése családi örökség. Édesapja versenyszerűen teniszezett, édesanyja úszóedző volt, három és fél évvel idősebb bátyja pedig vízilabdázott. A BVSC-ben a labdarúgóedzéseket látogatta, tízéves volt, amikor pólózni kezdett. A korosztályos csapatokban játszott, 2005-ben igazolt Egerbe.
A Brendon-Fenstherm-ZF-Eger játékosaként bronzérmes lett a szófiai ifjúsági Európa-bajnokságon, majd 2005. szeptember 29-én lejátszotta első élvonalbeli mérkőzését is. A Magyar Kupában ezüstérmet szerzett, a bajnokságban pedig bronzérmes lett. 2006-ban tagja volt a Nagyváradon junior Európa-bajnoki ezüstérmet szerzett válogatottnak.
2007-ben érte el legnagyobb sikereit. Újfent bronzérmes lett az élvonalbeli pontvadászatban, a Long Beach-i junior világbajnokságon aranyérmet szerzett, majd csapatával elhódította a Magyar Kupát is. 2008-ban tagja volt a LEN-kupa-döntős ZF-Eger-nek.
Első számú kapus szeretett volna lenni, azonban a háromszoros olimpiai bajnok Szécsi Zoltán mellett kevés szerephez jutott. 2008-ban a Vincze Balázs vezette BVSC-Atlantis Casinóhoz írt alá, majd a 2009–10-es bajnoki évben az FTC-Fisher Klíma csapatát erősítette.
2010-ben a Gyöngyösi Andrásnak köszönhetően igazolt az újonc Debrecen Fujitsuhoz, és a szezon egyik legkiemelkedőbb teljesítményét nyújtotta. A piros-fehér egyesület a nyolcadik helyen zárt, Decker azonban elhagyta cívisvárost, és a jobb eredményekkel kecsegtető Szolnoki Dózsa-KÖZGÉP-hez szerződött.
2011 decemberében Kemény Dénes szövetségi kapitány meghívta az eindhoveni Európa-bajnokságra készülő válogatott keretébe. 2012. január 6-án egy felkészülési tornán, a Volvo-kupa Kanada elleni mérkőzésén volt először válogatott, a végleges keretbe azonban nem került be. Stabilan 2013-ban, Benedek Tibor szövetségi kapitánnyá választását követően lett kerettag, döntős volt a Világligában és világbajnok lett Barcelonában. 2014-ben megismételte előző évi teljesítményét és ismét döntőbe jutott a Világkupán, majd ezüstérmet szerzett a Budapesten rendezett Európa-bajnokságon.

## Eredményei

### Klubcsapattal
- Magyar bajnokság (OB I)
- Aranyérmes (2): 2015, 2016
- Ezüstérmes (3): 2008, 2013, 2014
- Bronzérmes (3): 2006, 2007, 2023
- Magyar Kupa
- Győztes (2): 2007, 2014
- Ezüstérmes (4): 2005, 2012, 2013, 2015
- LEN-kupa
- Ezüstérmes (1): 2008 – ZF-Eger

### Válogatottal
- világbajnok (Barcelona, 2013)
- 2014-es férfi vízilabda-Európa-bajnokság, ezüstérem
- Világliga ezüstérem (Cseljabinszk, 2013, Dubaj, 2014)
- Junior világbajnok (Long Beach, 2007)
- Junior Európa-bajnoki ezüstérmes (Nagyvárad, 2006)
- Ifjúsági Európa-bajnoki bronzérmes (Szófia, 2005)

## Díjai, elismerései
Steinmetz János-vándordíj (a felnőtt bajnokság legjobb kapusa): 2013, 2014

## Családja
Nős, 2009 óta felesége Grónai Adrienn sportmenedzser. Bátyja a szintén világbajnok vízilabdázó, Decker Ádám.